# Una ragione per vivere e una per morire
Una ragione per vivere e una per morire è un film del 1972 diretto da Tonino Valerii.
Pellicola western con protagonisti James Coburn, Bud Spencer e Telly Savalas.

## Trama
Negli Stati Uniti, nel 1862, durante la guerra di secessione americana, dopo la perdita di Fort Holman, abbandonato dall'esercito dell'Unione senza combattere, il colonnello Pembroke viene espulso dall'esercito con l'accusa di tradimento.

una scena del film

Successivamente, Pembroke viene accusato di furto ed arrestato da un distaccamento nordista, assieme ad un bandito di basso calibro, Eli Sampson. I due uomini vengono portati in un forte nordista. Qui, Pembroke recluta, dopo un accordo con il maggiore Charles Ballard, comandante del forte, un gruppo di sette uomini, condannati a morte, per seguirlo alla riconquista del forte.
Solo dopo una serie di peripezie, il gruppo riuscirà ad entrare nel forte, grazie anche all'aiuto di Sampson, che si infiltrerà tra le file dei sudisti, e riuscirà a prenderne il controllo. Alla fine, Pembroke e Sampson saranno gli unici a sopravvivere; Pembroke si prenderà anche la soddisfazione di vendicarsi del comandante del forte, il maggiore Ward che tempo prima aveva ricattato il colonnello Pembroke scambiando la vita del figlio con l'abbandono di Fort Holman, provocando il congedo disonorevole di Pembroke.

## Produzione
Le riprese avvennero presso Almería (Andalusia, Spagna). Alcuni set erano già stati utilizzati per altre pellicole western come C'era una volta il West (1968) e El Condor (1970).
Il ruolo di Coburn, all'inizio, era di Lee Van Cleef. Cleef rinunciò al ruolo perché ebbe alcuni problemi con Valerii. Bud Spencer invece sostituì Eli Wallach che dovette rinunciare per altri impegni.

## Distribuzione
Il film è stato distribuito nelle sale cinematografiche italiane nel mese di ottobre del 1972.

### Data di uscita
Alcune date di uscita internazionali nel corso degli anni sono state:
- 27 ottobre 1972 in Italia[4]
- 6 agosto 1973 in Spagna (Una razón para vivir y una para morir)
- 29 maggio 1974 in Francia (La Horde des salopards)
- 19 giugno 1974 negli Stati Uniti d'America (A Reason to Live, a Reason to Die)
- 21 novembre 1974 nel Regno Unito (A Reason to Live, a Reason to Die)

## Accoglienza

### Incassi
Il film si è classificato al 17º posto tra i primi 100 film di maggior incasso della stagione cinematografica italiana 1972-1973.